# Wafi Salih
Wafi Salih   (Valera, 1966) és una poeta i escriptora nascuda a Veneçuela d'ascendència libanesa. S'ha dedicat principalment a l'escriptura poètica, i en menor mesura al relat i assaig. Se la reconeix pel desenvolupament del gènere poètic haiku a Veneçuela.

## Obra literària
La seva obra lírica comprèn el compromís amb l'Altre, el que pateix la duresa del temps històric i el cinisme del poder vertical, així com també l'aproximació personal i intimista al gènere del haiku que involucra notables referents com el japonès Basho i el mexicà José Juan Tablada.
Ha publicat 17 llibres en diverses editorials nacionals i de l'estranger, dels quals 11 són del gènere haiku. A Equador es publicà el seu llibre infantil "Cielos Descalzos", sent el llibre més venut el 2008 a l'àmbit infantil.
També va ser fundadora de les revistes literàries: "El Farallón de los Naipes" i la revista: "Lápiz, Papel, y Creación". Coordinadora de la Casa Nacional de les Lletres. Capítol Estat Lara, i coordinadora de la Casa de la Poesia Hugo Fernandez Oviol.
En 2017, va tenir lloc el "Concurso por una Venezuela literaria en homenaje a Wafi Salih", organitzat per l'editorial "Negro Sobre Blanco".

### Poesia
- Adagio (1986): Poesia. El seu primer llibre.
- Los cantos de la noche (1990): Poesia.[10][11]
- Las horas del aire (1991) Poesia.[12]
- Pájaro de raíces (2002) Poesia. guanyador de concurs de poesia “Cada Día un libro, 2004”[13][14]
- El Dios de las Dunas (2005): És un conjunt de textos poètics en prosa que connota una lectura devota i personal de José Antonio Ramos Sucre. És un acte sentit de contrast i solidaritat amb El Líban.[15]
- Huésped del Alba (2006): és un tríptic en el qual Wafi Salih desenvolupa a plenitud el gènere del haiku com cosmovisió enriquida del món en el vers breu. Poesia.[16]
- Jugando con la Poesía (2006). Un recull d'experiències d'escriptura infantil de l'estat Lara a 72 grups escolars, com una de les experiències vitals del seu quefer com a promotora de la lectura i l'escriptura.[17][18]
- Caligrafía del Aire (2007): Haiku.[19][20]
- Cielo avaro (2018)[21]
- Cielos descalzos (2009): Poesia.[22]
- Vigilia de Huesos (2010): Poesia.[23]
- Con el Indicie d'una Lagrima[24]
- Honor al Fuego. (2018)[25][26]
- Consonantes de agua. (2018)[25][27]
- Sojam. (2018)[25][28]
- Mas allá de lo que somos. (2018) Assaig.[29]
- Serena en la plenitud. (2020) Antología.[30]

### Assaig i narrativa
- Las Imágenes de la Ausente (2012) Assaig.[31]
- Discípula de Jung (2016): conte.[32]
- Hombre moreno viene en camino: monòlegs teatrals.